# Osceola (Arkansas)
Osceola – miasto w Stanach Zjednoczonych, w stanie Arkansas, w hrabstwie Mississippi.